# Dasyhelea pusilla
Dasyhelea pusilla är en tvåvingeart som först beskrevs av Lutz 1913.  Dasyhelea pusilla ingår i släktet Dasyhelea och familjen svidknott. Inga underarter finns listade i Catalogue of Life.